# Calamaria abstrusa
Calamaria abstrusa — вид змій родини полозових (Colubridae). Ендемік Індонезії.

## Поширення і екологія
Calamaria abstrusa мешкають на острові Ніас, розташованому на захід від Суматри, можливо, також на заході Суматри. Вони живуть у вологих рівнинних тропічних лісах.